# Sứ mạng song sinh
Sứ mạng song sinh, hay còn biết với tựa đề Song tử thần thâu (giản thể: 双子神偷; phồn thể: 雙子神偷; bính âm: Shuāng zǐ shéntōu; tiếng Anh: Twins Mission) là một bộ phim hài hước - hành động - võ thuật do Hồng Kông sản xuất, phát hành năm 2007. Bộ phim đánh dấu sự trở lại của hai nữ ca sĩ Twins xinh đẹp kể từ lần cuối họ diễn xuất cùng nhau vào năm 2004. Bên cạnh đó, bộ phim còn là một mánh khóe để quảng bá cho sự nghiệp âm nhạc của nhóm Twins.

## Nội dung
Vị Lạt-ma trẻ tuổi Lưu Hi (Ngô Kinh) từ nhỏ đã được sư phụ là Cát Tường (Hồng Kim Bảo) nhận nuôi. Trên đường hộ tống bảo vật "Cống Phật Thiên Châu", họ đã bị một nhóm người bí ẩn tấn công và cướp đi mất bảo vật. Tương truyền, bảo vật này có khả năng chữa lành mọi loại bệnh. Nghi ngờ rằng nhóm người bí ẩn có liên quan đến "Song Tử Môn", Cát Tường đã tìm đến truyền nhân giáo trưởng của "Song Tử Môn" là Thường Trung (Nguyên Hoa) nhờ giúp đỡ.
"Song Tử Môn" là một môn phái với môn đồ là các cặp song sinh. Các chiêu thức của môn phái phần lớn đều nhờ vào sự đồng cảm giữa các cặp song sinh với nhau. Tuy nhiên, nhiều người đã lợi dụng sự giống nhau về ngoại hình để tạo ra bằng chứng ngoại phạm và thực hiện các âm mưu tội ác.

## Diễn viên

### Diễn viên chính
- Hồng Kim Bảo vai Cát Tường
- Ngô Kinh vai Lưu Hi/Lưu Thần
- Thái Trác Nghiên vai Trân Châu
- Chung Hân Đồng vai Bảo Châu
- Nguyên Hoa vai Thường Trung/Thường Dũng
- Trương Thiến vai Lý Dao
- Thạch Tu vai Giáo sư Mạc
- Lý Xán Sâm vai Lâm Đạt
- Trương Chí Hằng vai Hốt Tất Liệt

### Song Tử Môn
- Lương Tự Lập vai Vân Long
- Lương Tự Cường vai Vân Báo
- Mộng Na vai Mona
- Lệ Sa vai Lisa
- Long Tắc vai A Cẩu
- Long Phi vai A Miêu
- Lương Quán Nghiêu vai Thiết Đầu
- Lương Quán Thuấn vai Đồng Đầu
- Lâm Hào vai Marco
- Lâm Kiệt vai Polo
- Lương Nguyệt Vân vai Miêu Kim Phụng
- Bát Lưỡng Kim vai Miêu Nhân Phụng

### Các diễn viên khác
- Lục Hạo Minh vai Ông chủ gánh xiếc
- Lương Nhân Kỳ vai Trân Châu (lúc nhỏ)
- Lương Tư Kỳ vai Bảo Châu (lúc nhỏ)
- Trương Tuấn Kiệt vai Tiểu Chu
- Lê Quốc Chung vai Đoàn trưởng của gánh xiếc
- Liệu Húc Minh vai William
- Trần Hảo vai Chủ đài truyền hình
- Lâm Miễn vai Quản gia
- Cừu Lập Nhĩ vai Happy
- Phó Kiệt Minh vai Jimmy
- Thường Bảo Chân vai Nhà sư